# Membrana otolítica
La membrana otolítica es una membrana de consistencia gelatinosa situada en el oído interno. Cubre las máculas acústicas del vestíbulo, tanto la del sáculo como la del utrículo, tiene un espesor de cincuenta micrómetros y alrededor de un milímetro cuadrado de superficie. Está cubierta por numerosas partículas cristalinas de carbonato cálcico que reciben el nombre de otolitos. Cuando se producen movimientos de inclinación de la cabeza, los otolitos se mueven y producen deformación en los cilios de las células ciliadas del vestíbulo, las cuales emiten en respuesta al movimiento una señal eléctrica que se transmite a través del nervio vestibular e informa al cerebro de la situación de equilibrio.